# Antiga Universitat de Lovaina
La Universitat de Lovaina és la universitat més antiga de Bèlgica i també de les Disset Províncies, regió històrica sota el poder del Ducat de Borgonya, alhora que la universitat catòlica més antiga en actiu avui dia a tot el món. En l'actualitat són dues universitats, una de llengua neerlandesa, la KU Leuven establerta a la ciutat de Lovaina, la casa pairal i una de llengua francesa, la Université catholique de Louvain construïda a Valònia des dels anys 1970 a una ciutat nova, Ottignies-Louvain-la-Neuve.

## Història

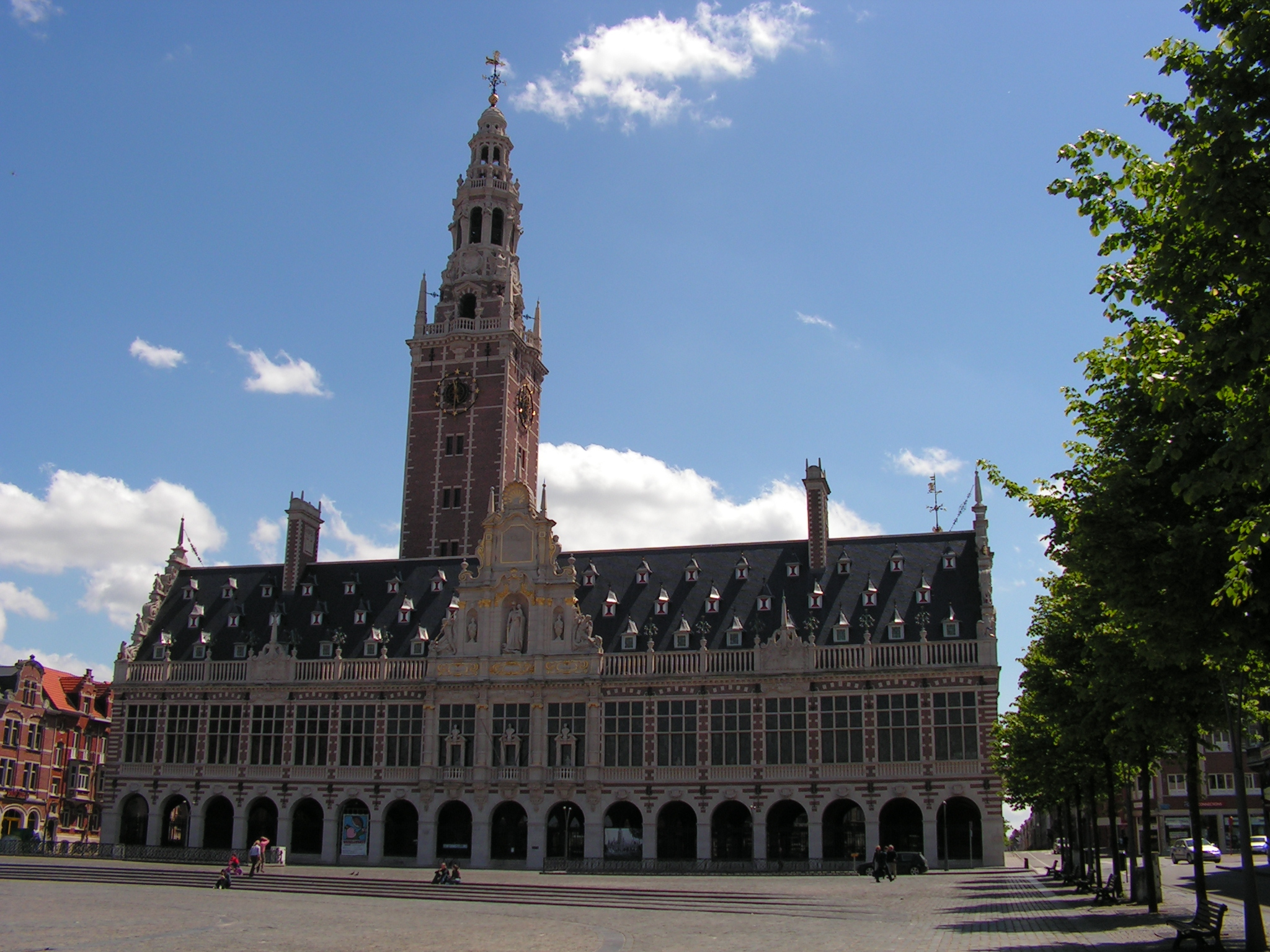
Biblioteca de la Universitat de Lovaina

Fundada l'any 1425 per encàrrec del duc Joan IV de Brabant i el seu vassall el senyor d'Asse i l'abat d'Affligem, Johannes t'Serjacobs, canceller de Brabant, sorgí probablement a partir d'una escola capitular vinculada a l'església de sant Pere de Lovaina. Mitjançant una butlla papal del 9 de desembre de 1425, la Universitat de Lovaina va ser establerta com a studium generale pel papa Martí V; fins a la seva abolició el 1797, el llatí era l'única llengua d'ensenyament.
El 1519, la Facultat de Teologia de Lovaina, juntament amb la de la Universitat de Colònia, es va convertir en la primera institució que va condemnar diverses declaracions extretes de Les 95 tesis de Martí Luter (anteriors a la butlla papal Exsurge Domine per diversos mesos).
Durant molts anys romangué l'única universitat de les Disset Províncies (en molts texts de la península ibèrica segons el cas anomenades amb el pars pro toto Holanda o Flandes), fins que el 1562 el rei Felip II de Castella va fer construir una universitat a Douai, actualment ciutat francesa. El 1574, per la separació de facto dels Països Baixos i per acollir els molts intel·lectuals refugiats del sud, sota dominació catòlica-castellana, es va crear la Universitat de Leiden sota el govern de l'stadhouder protestant Guillem I d'Orange-Nassau.
Després de les guerres de la Revolució Francesa, pel tractat de Campo Formio els Països Baixos austríacs van ser cedits a la República Francesa per Àustria a canvi de la República de Venècia. Una vegada integrada formalment a la República francesa, va entrar en vigor una llei de 1793 que obligava a tancar totes les universitats de França. La Universitat de Lovaina va ser abolida per decret del departament del Dijle el 25 d'octubre de 1797.
Bona part del que quedava dels mobles i els llibres de la biblioteca de la universitat després de les depredacions de les forces ocupants franceses van ser requisats per a l'École centrale de Brussel·les, establerta com a substitució oficial de la universitat abolida, tot i que els seus llibres i manuscrits més preciosos van ser dipositats a la Biblioteca Nacional de França, a París. L'École centrale va ser el successor oficial i legal immediat i l'hereu de l'antiga universitat, segons les lleis vigents en aquell moment; al seu torn, l'escola va ser tancada el 1802. Els rics arxius de l'antiga universitat, juntament amb els altres de totes les altres de França, van ser traslladats a una "Comissió encarregada de la gestió dels béns de la universitat abolida de Lovaina", constituïda el 1797 i activa fins al 1813. Aquests arxius van passar als Arxius Nacionals del Regne Unit dels Països Baixos i finalment als Arxius Nacionals de Bèlgica.
Tot i que els arxius de l'antiga Universitat de Lovaina han estat reconeguts com a patrimoni mundial per la UNESCO, a dia d'avui no hi ha encara una història completa d'aquesta universitat.

### Institucions posteriors
El primer intent de fundar una universitat successora al segle xix a Bèlgica (aleshores part del Regne Unit dels Països Baixos) va ser la Universitat estatal de Lovaina (1817-1835), aconfessional, on van ensenyar una desena de professors de l'antiga Universitat. Amb el tancament d'aquesta, la Universitat catòlica de Malines (1834-1835), que havia estat fundada pels bisbes de Bèlgica, va traslladar la seva seu a Lovaina i va canviar el seu nom per Universitat catòlica de Lovaina (1834-1968), privada. Aquesta institució va ser fundada amb la intenció de restaurar les tradicions confessionalment pre-revolucionàries de Lovaina.
Des dels seus inicis, la Universitat catòlica de Lovaina va impartir conferències només en francès; de vegades s'utilitzava el llatí a la facultat de teologia, però es tractava essencialment d'una institució francòfona. Les conferències en flamenc, l'altra llengua oficial de Bèlgica i la llengua parlada a Lovaina, no van començar a impartir-se fins al 1930. L'any 1968, com a conseqüència dels problemes lingüístics entre flamencs i valons, la Universitat catòlica de Lovaina es va dividir en dues de diferents per formar les dues institucions actuals, les quals van cohabitar encara un parell d'anys, el temps necessari per construir la nova infraestructura de la universitat francòfona:
- la Katholieke Universiteit Leuven, de parla flamenca, situada a Lovaina
- la Université catholique de Louvain, de parla francesa, traslladada a Ottignies-Louvain-la-Neuve